# 勒让德常数
勒让德常数是一个出现在素数计数函数的渐近展开式中的数学常数，其值經證明為1。
勒让德在研究素数的分布情况时，发现{\displaystyle {\boldsymbol {\pi }}(x)}满足以下等式： 
{\displaystyle \lim _{x\rightarrow \infty }\ln(x)-{x \over {\boldsymbol {\pi }}(x)}=B}
其中{\displaystyle B}是一个常数，称为勒让德常数。他估计{\displaystyle B}大约为1.08366，但不管它的值是什么，只要它存在，就证明了素数定理。
后来高斯也对素数进行了研究，得出结论，{\displaystyle B}可能更小。
最终比利時數學家夏尔-让·德拉瓦莱·普桑证明了{\displaystyle B}正好等于1。